# فرودگاه صوفیه
فرودگاه صوفیه (به انگلیسی: Sofia Airport) (به زبان بومی: Летище София) یک فرودگاه همگانی مسافربری با کد یاتا SOF است که یک باند فرود آسفالت دارد و طول باند آن ۳۶۰۰ متر است. این فرودگاه در شهر صوفیه کشور بلغارستان قرار دارد و در ارتفاع ۵۳۱ متری از سطح دریا واقع شده‌است.

## شرکت‌های هواپیمایی و مقصدهای پروازی

### مسافری
| شرکت‌های هواپیمایی                                          | مقصدهای پروازی | Terminal |
| ---------------------------------------------------------- | --- | -------- |
| ایجین ایرلاینز                                             | آتن | 2        |
| ایجین ایرلاینز اجرا توسط المپیک ایر                        | آتن | ۲        |
| آئروفلوت                                                   | شرمتیوو | ۲        |
| آئروفلوت اجرا توسط روسیه ایرلاینز                          | چارتر فصلی: ونوکووا | 2        |
| ایر فرانس                                                  | فصلی: شارل دوگل پاریس | ۲        |
| ایر صربیا                                                  | بلگراد نیکولا تسلا | ۲        |
| آلیتالیا                                                   | لئوناردو دا وینچی-فیومیچینو | ۲        |
| ALK Airlines                                               | چارتر فصلی: کگلیاری-الماس، هراکلین، لمنز، اولبیا - کاستا اسمرالدا | ۱        |
| هواپیمایی ارکیا                                            | چارتر فصلی: بن گوریون | ۲        |
| آسترین ایرلاینز                                            | وین | ۲        |
| بی‌اچ ایر                                                   | چارتر فصلی: اگادیر المسیره، آنکونا، آنتالیا، جیرونا-کاستا براوا، غردقه، اولبیا - کاستا اسمرالدا | ۱        |
| بریتیش ایرویز                                              | هیترو لندن | ۲        |
| بلغاریا ایر                                                | اسخیپول آمستردام، آتن، بارسلونا-ال پرات، برلین تگل، بروکسل، بورگاس، فرانکفورت، لارناکا، هیترو لندن، مادرید-باراخاس، مالاگا، میلانو مالپنسا، شرمتیوو، پالما د مایورکا، شارل دوگل پاریس، پراگ رازیون، لئوناردو دا وینچی-فیومیچینو، بن گوریون، وارنا، وین، زوریخ فصلی: آلیکانته-الچه، رفیق حریری بیروت، لیسبون پورتلا چارتر فصلی: آنتالیا، میلاس-بودروم، هراکلین، رییکا، ملی سادورینی، تنریف شمالی، تیوات                                                                                              | ۲        |
| دنیپرواویا                                                 | بوریسپیل | ۱        |
| ایزی‌جت                                                     | گاتویک، منچستر فصلی: ادینبرو (آغاز از ۱۶ دسامبر ۲۰۱۷)، استانستد لندن | ۱        |
| ال عال                                                     | بن گوریون | ۲        |
| انتر ایر                                                   | چارتر فصلی: بریستول | ۲        |
| فلای‌دبی                                                    | دوبی | ۲        |
| شرکت هواپیمایی اسرایر                                      | چارتر فصلی: بن گوریون | ۲        |
| جت۲.کام                                                    | فصلی: منچستر | ۱        |
| جت۲.کام                                                    | چارتر فصلی: منچستر، نیوکاسل، ایست میدلند | 2        |
| لوت پولیش ایرلاینز                                         | شوپن ورشو | ۲        |
| لوفت‌هانزا                                                  | فرانکفورت، مونیخ | ۲        |
| لوفت‌هانزا رجینال اجرا توسط ایر دولومیتی                    | مونیخ | ۲        |
| لوفت‌هانزا رجینال اجرا توسط لوفت‌هانزا سیتی‌لاین              | مونیخ | ۲        |
| میسترال ایر                                                | فصلی: باری، کاتانیا-فونتاناروسا، ناپل | ۱        |
| هواپیمایی قطر                                              | حمد | ۲        |
| رایان‌ایر                                                   | آتن، بارسلونا-ال پرات، برلین شونفلد، بیرمنگام، کستلون-کوستا ازاهار، بروکسل جنوب شرلروآ، کلن بن، دوبلین، آیندهوون، گلاسگو، هامبورگ، کارلسروهه/بادن-بادن، جان لنون لیورپول، استانستد لندن، مادرید-باراخاس، ممینگن، میلانو مالپنسا، گالیله، چمپینو، رم، استکهلم-اسکاوستا، ترویزو | ۲        |
| خطوط هوایی سیاره کوچک                                      | چارتر فصلی: گاتویک | ۲        |
| اسمارت‌وینگز اجرا توسط تراول سرویس ایرلاینز                 | چارتر فصلی: بن گوریون (آغاز از ۳ سپتامبر ۲۰۱۷) | ۱        |
| سوئیس اینترنشنال ایرلاینز اجرا توسط Helvetic Airways       | فصلی: زوریخ (پایان در ۲۶ اکتبر ۲۰۱۷; resumes ۲۷ مارس ۲۰۱۸) | 2        |
| سوئیس اینترنشنال ایرلاینز اجرا توسط سوئیس گلوبال ایر لاینز | فصلی: زوریخ (پایان در ۲۸ اکتبر ۲۰۱۷; resumes ۳۱ مارس ۲۰۱۸) | 2        |
| تاروم                                                      | هنری کواندا | ۲        |
| Thomas Cook Airlines                                       | فصلی: گاتویک | ۲        |
| Thomson Airways                                            | چارتر فصلی: بیرمنگام، گاتویک، منچستر | 2        |
| ترانساویا.کام                                              | اسخیپول آمستردام | ۲        |
| ترکیش ایرلاینز                                             | آتاترک | ۲        |
| ویز ایر                                                    | آلیکانته-الچه، بارسلونا-ال پرات، باری، بازل-مولوز-فرایبورگ اروپا، باووایس-تیلی، اوریو آل سریو، بیرمنگام، بلوونی گوگلیلمو مارکونی، ام.آر. استفانیک، بریستول، بوداپست فرنک لیست، بروکسل جنوب شرلروآ، کاتانیا-فونتاناروسا، کپنهاگ، دونکاستر شفیلد رابین‌هود، دورتموند، آل مکتوم، آیندهوون، فرانکفورت، ژنو، لارناکا، لیسبون پورتلا (آغاز از ۲۷ مارس ۲۰۱۸), لوتن لندن، مادرید-باراخاس، مالت، ممینگن، ناپل، نیس کوت دازور (آغاز از ۲۶ مارس ۲۰۱۸), نورنبرگ، لئوناردو دا وینچی-فیومیچینو، بن گوریون، والنسیا | ۱        |
| ویز ایر                                                    | وارنا | ۲        |

### باری

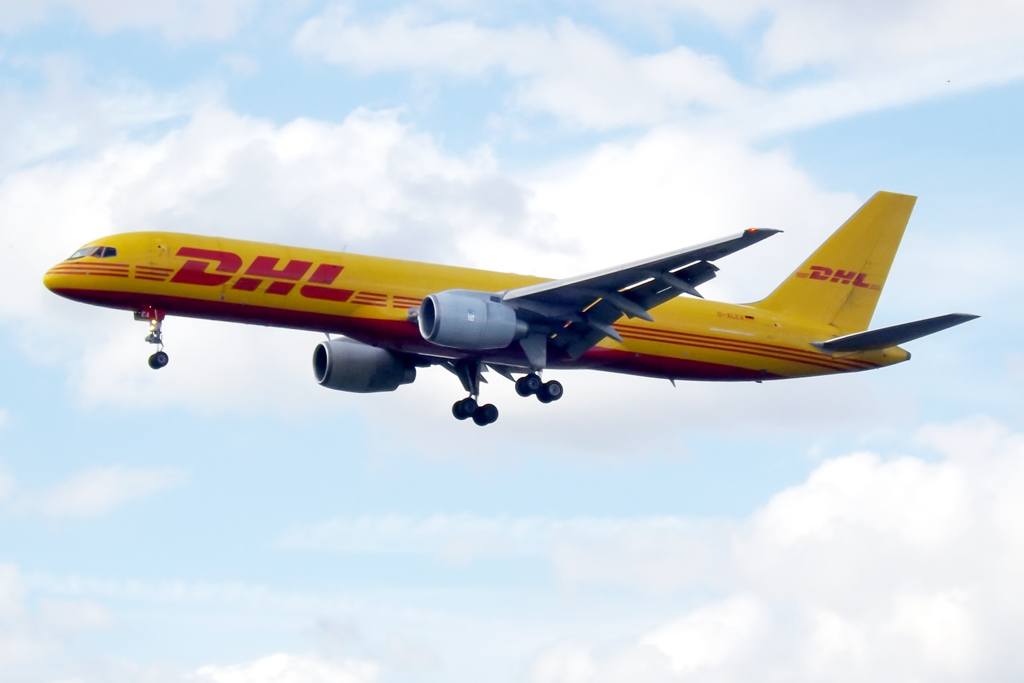
دی‌اچ‌ال بوئینگ ۷۵۷

| شرکت‌های هواپیمایی                                    | مقصدهای پروازی                  |
| ---------------------------------------------------- | ------------------------------- |
| ASL Airlines Belgium                                 | هنری کواندا، لیژ                |
| چک ایرلاینز اجرا توسط ای‌اس‌ال ایرلاینز سوئیس          | بلگراد نیکولا تسلا، پراگ رازیون |
| دی‌اچ‌ال اوییشن                                        | لایپزیگ/هال                     |
| دی‌اچ‌ال اوییشن اجرا توسط یوروپین ایر ترنسپورت لایپزیگ | ام.آر. استفانیک                 |
| یوپی‌اس ایرلاینز اجرا توسط ای‌اس‌ال ایرلاینز سوئیس      | کلن بن، ترایان وویا             |